# Direction générale du Budget (Bénin)
 (septembre 2024).
Pour les articles homonymes, voir Direction générale du budget.
La direction générale du Budget en abrégé DGB est une direction technique du Ministère de l'Économie et des Finances. À sa tête se trouve Rodrigue Chaou qui en est l'actuel directeur général,,,,.

## Composition, attribution, organisation et fonctionnement
La composition, les attributions, l’organisation et le fonctionnement de la DGB sont définis par l'arrêté n°2063/MEF/CAB/SGM/DGB/SP/19556621 du 11 mars 2022,.

## Missions et attributions

### Mission
La Direction Générale du Budget est responsable de l'élaboration et de la réalisation de la stratégie des finances publiques, ainsi que de la supervision du cadre réglementaire pour la gestion des investissements publics,.

### Attributions
La DGB est chargée,,, : 
- Élaborer les projets de loi de finances initiale et rectificative, suivre et superviser l'exécution des lois de finances initiale et rectificative, y compris la part attribuée aux Collectivités Locales et aux Établissements Publics à caractère Administratif ;
- Traiter les aspects techniques, juridiques et financiers du budget de l'État ;
- Concevoir, mettre en œuvre, suivre et évaluer les réformes budgétaires ;
- Piloter l'écosystème de "transparence budgétaire, participation publique et reddition de comptes" et moderniser la gestion publique ;
- Définir et veiller à la mise en œuvre du cadre réglementaire pour la gestion des investissements publics ;
- Assurer le financement des études de faisabilité ;
- Décider de l'éligibilité des projets/programmes pour le portefeuille des investissements publics ;
- Planifier les investissements publics en accord avec les politiques et stratégies de développement ;
- Suivre l'exécution des projets d'investissement public et des programmes de développement, et contribuer à leur évaluation ;
- Appliquer le code des pensions civiles et militaires de retraite ;
- Former, recycler et renforcer les compétences du personnel de l'Administration Centrale des Finances et des autres acteurs impliqués dans la dépense publique ;
- Administrer les systèmes d'information financière de l'État ;
- Piloter les dépenses imprévues et accidentelles du budget général ;
- Assurer la fonction de solde de l'État ;
- Examiner les règlementations relatives aux rémunérations des personnels de l'État, des collectivités locales et des autres organismes publics ;
- Assurer la régulation budgétaire et la soutenabilité des finances publiques ;
- Donner son avis sur tous les projets ayant un impact sur les finances publiques et sur les stratégies de mobilisation de ressources pour le financement du développement.

## Organisation et fonctionnement
La Direction Générale du Budget est composée des éléments suivants,,:
Personnes et structures rattachées au Directeur Général :
- L'assistant du Directeur Général;
- Le secrétariat du Directeur Général;
- La Cellule de la Réforme Budgétaire et de la Modernisation de la Gestion Publique (CRBMGP);
- La Cellule de Contrôle Interne (CCI);
- La Coordination des Régions de la Direction Générale du Budget (CRDGB).

Directions opérationnelles:
- La Direction de la Programmation, des Politiques et Synthèses Budgétaires (DPPSB);
- La Direction du Suivi des Investissements Publics et des Provisions (DSIPP);
- La Direction de l'Analyse et de la Synthèse des Performances (DASP);
- La Direction des Pensions et des Rentes Viagères (DPRV);
- La Direction de la Solde (DS);
- La Direction de la Gestion des Ressources (DGR);
- La Direction de l'Informatique (DI);
- La Direction des Relations avec les Collectivités Territoriales et les Opérateurs de l'État (DRCTOE);
- Le Centre de Formation Professionnelle de l'Administration Centrale des Finances (CFP-ACF).

## Siège
La DGB se trouve au sein du Ministère de l'Économie et des Finances à Cotonou.